# María Moliner
María Moliner y Ruiz (* 30. März 1900 in Paniza, Aragonien; † 21. Januar 1981 in Madrid) war eine spanische Archivarin und Bibliothekarin. Ihre Lebensleistung besteht jedoch aus dem von ihr nach Feierabend erarbeiteten Wörterbuch der spanischen Sprache Diccionario de uso del español, das in Spanien inzwischen besser (mit maskulinem Artikel) als El María Moliner bekannt ist.

## Leben
María Juana Moliner Ruiz war die Tochter des Gynäkologen Enrique Moliner Sanz (1860–1923) und der Matilde Ruiz Lanaja (1872–1932). Von den insgesamt sieben Geschwistern erlebten nur drei das Erwachsenenalter. Zwei Jahre nach der Geburt von María verließ die Familie Aragonien und zog nach Madrid. Dort wurde der Vater Schiffsarzt und begleitete zweimal ein Schiff auf der Fahrt nach Argentinien. Bei der zweiten Reise blieb er dort und gründete eine neue Familie, sodass María im Alter von zwölf Jahren faktisch ohne Vater dastand. Ihre Mutter geriet in finanzielle Schwierigkeiten, und die Tochter unterstützte sie, indem sie Hilfsstunden gab. 
Die Schulausbildung von María Moliner ist schlecht dokumentiert. Sie scheint wie ihre Geschwister auf die Institución Libre de Enseñanza gegangen zu sein, wie von verschiedenen Zeugen erinnert und von ihr selbst berichtet wurde, allerdings ist sie dort nicht als Schülerin verzeichnet. An der Privatschule gab es jedoch eine Tradition, dass Schüler aus prekären Verhältnissen kostenlos außerhalb des regulären Schulbetriebs unterrichtet wurden. Die Institución Libre de Enseñanza war eine Reformschule mit einem praxisbezogenen, häufig in der freien Natur abgehaltenen Unterricht ohne religiöse oder politische Bindung, aber – damals in Spanien außergewöhnlich – mit Koedukation. Trotzdem stellten Mädchen auch hier nur eine kleine Minderheit dar. Die Schule führte nicht zum Abitur (bachillerato), das die Schüler – wenn sie dies wünschten – als Externe ablegen mussten. Aus diesem Grund schrieb sich María Moliner außerdem 1910 formal am Instituto Cardenal Cisneros ein. (Abiturientinnen waren zu dieser Zeit noch eine Rarität. So legten im Schuljahr 1906/07 in ganz Spanien 277 Mädchen das Abitur ab. Sie saßen üblicherweise durch einen Vorhang von den Jungen getrennt und hatten einen eigenen Eingang zum Klassenzimmer.)
María Moliner wählte den Weg, das Abitur nach und nach in den einzelnen Fächern abzulegen. 1915 zog sie mit ihrer Mutter nach Saragossa, wo das Leben weniger teuer war und die Familie etwas Land besaß. Dort schloss sie 1918 am Instituto General Técnico ihr Abitur ab; zu den Mitschülern gehörten Luis Buñuel und Ramón J. Sender, wenn auch nichts darauf hinweist, dass sie miteinander verkehrt hätten. Moliner schrieb sich an der Universität in der Fakultät für Philosophie und Geisteswissenschaften ein, gleichzeitig nahm sie eine Tätigkeit in der Provinzregierung in Saragossa auf, wo sie an der Erstellung einer Karte mit Ortsnamen von Aragonien beteiligt war. Mit dem bescheidenen Gehalt von 250 Peseten unterhielt sie nicht nur sich selbst, sondern unterstützte auch ihre Mutter.
Nach Moliners Erinnerung war es die Korrektur eines Lehrers in einem Bericht über eine Schulexkursion nach Toledo, die sie zum ersten Mal zum Nachdenken über die spanische Sprache gebracht hatte. 1916 bekam sie Kontakt zum Estudio de Filología de Aragón, dessen erste Aufgabe die Erfassung des aragonesischen Wortschatzes war. Sie arbeitete dort bald im Umfang von einem Tag pro Woche als Redaktionssekretärin. Als zweites Projekt wurde hier auch die Revision des Diccionario de la lengua castellana in der Ausgabe von 1914 bearbeitet, wobei die Aufgabe der Philologen aus Saragossa darin bestand, aragonesische Ausdrücke beizutragen. Als María Moliner 1922 ihr Studium als Historikerin abschloss, hatte sie – weniger durch das Studium, sondern durch die Mitarbeit an zwei Wörterbuch-Projekten – auch eine gründliche philologische Ausbildung genossen.

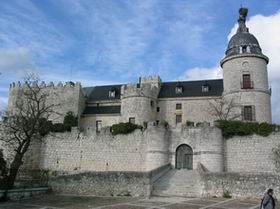
Das Archivo General de Simancas ist im Kastell von Simancas untergebracht.

Im selben Jahr fand sie Arbeit als Archivarin im Hauptarchiv von Simancas, wohin sie mit ihrer Mutter und der jüngeren Schwester Matilde zog. Mit einem Gehalt von 4000 Peseten war sie der immer noch seltene Fall einer Spanierin, die sich selbständig ernähren konnte. Ihre herzkranke Mutter vertrug das nasskalte Klima von Simancas so schlecht, dass sie bereits 1923 an das Finanzarchiv von Murcia wechselte. 1924 schrieb sie sich zusätzlich in der Fakultät für Philosophie der Universität Murcia ein und wurde damit zur ersten Frau überhaupt an dieser Universität. Nach einer Beförderung bezog sie 1927 ein Gehalt von 5000 Peseten.
Ihren späteren Mann, den neun Jahre älteren Physikprofessor Fernando Ramón y Ferrando, lernte sie jedoch nicht an der Universität, sondern am Bahnhof der Stadt kennen. Die beiden heirateten 1925. Eine erste Tochter starb 1926 bereits nach wenigen Tagen. 1927 und 1929 folgten zwei Söhne. Nach einer weiteren Beförderung verdiente María Moliner 6000 Peseten. 1929 wurde Ramón y Ferrando auf den Lehrstuhl für Physik der Universität Valencia berufen, sodass das Ehepaar im selben Jahr nach Valencia zog. 1931 und 1933 brachte María Moliner eine Tochter und einen weiteren Sohn zur Welt. Sie beteiligte sich 1930 überdies an der Gründung einer Schule, der Escuela Cossío, an der sie je einen Kurs in Grammatik und Literatur gab. Vor allem aber wurde sie Vizepräsidentin der Misiones Pedagógicas. Diese Organisation brachte Bücher, Film-, Grammophon- und Theateraufführungen, sowie Vorträge aufs Land. María Moliner engagierte sich bei der Aufgabe, Dorfbüchereien einzurichten, die je nach Größe mit 100 bis 400 Büchern ausgestattet wurden. Zu ihren Aufgaben gehörten umfangreiche Inspektionsreisen durch die Dörfer. 1935 hatte sie es geschafft, in der Region Valencia 150 Dorfbüchereien zu etablieren. Ihre Arbeit war so anerkannt, dass sie 1935 auf dem II. Internationalen Kongress für Bibliotheken und Bibliografie in Madrid und Barcelona das Thema ländliche Literaturversorgung vorstellte. Insgesamt hatten die Misiones Pedagógicas in ganz Spanien 5000 kleine Bibliotheken eingerichtet.
1936 wurde Moliner Direktorin der Universitätsbibliothek Valencia, was sie bis Ende 1937 blieb. Hier beschäftigte sie sich vor allem mit der Frage, wie im Spanischen Bürgerkrieg die wichtigsten Buchbestände gesichert werden konnten. Wegen der Bedrohung von Madrid zog die Regierung der Republik im November 1936 nach Valencia, sodass Moliner die maßgeblichen Politiker des Kultusministeriums persönlich kennenlernte. 1937 war sie noch an der Erstellung des gesamtstaatlichen Bibliothekplans beteiligt. Als die Regierung wegen des Bürgerkriegs ihren Sitz nach Barcelona verlegte, entschied sich das Ehepaar, in Valencia zu bleiben, also weder nach Barcelona, noch – wie so viele Republikaner –, ins Exil zu gehen. 1938 kam es zu einem Konflikt, als ein Teil der für Dorfbüchereien vorgesehenen Bücher an politische Parteien und Gewerkschaftseinrichtungen gehen sollte, woraufhin Moliner ihr Amt niederlegte und ins Finanzarchiv zurückkehrte.
1939 wurde Valencia von den aufständischen Franquisten eingenommen. Ihr Ehemann, damals Dekan der Naturwissenschaftlichen Fakultät, wurde umgehend entlassen. Beide Eheleute mussten das Verfahren der „depuración“ durchlaufen, eine Gesinnungsprüfung für mutmaßlich linke oder liberale Staatsangestellte. Obwohl zahlreiche Denunziationen gegen María Moliner vorlagen, gelang es ihr, ihr Engagement in der Zeit der Republik als rein professionellen Diensteifer darzustellen. Der Richter entschied, dass sie an ihrem Arbeitsplatz verbleiben durfte und lediglich um insgesamt 18 Gehaltsstufen zurückgestuft wurde. Das Verfahren gegen ihren Ehemann – der in dieser Zeit arbeitslos war – zog sich bis 1943 hin. Schließlich wurde auch er wieder für den Staatsdienst zugelassen, aber ebenfalls zurückgestuft. Er übernahm eine Professur an der Universität von Murcia, während die Familie in Valencia blieb. 
1946 wurde Fernando Ramón y Ferrando auf den Lehrstuhl für Physik der Universität Salamanca berufen. María Moliner zog nach Madrid und fand Arbeit als Bibliothekarin in der Fachhochschule für Wirtschaftsingenieure, eine Tätigkeit, die sie als geistlos empfand. Das Ehepaar führte eine Wochenendbeziehung, und Moliner suchte nach einer geistig anregenden Beschäftigung. Im Februar 1952 skizzierte sie erstmals einen Plan für ein Wörterbuch der spanischen Sprache. Als Aufwand kalkulierte sie sechs Monate, höchstens zwei Jahre. Vorbild war das Learner's Dictionary für Studenten der englischen Sprache, das ihr ihr Sohn Fernando im selben Jahr aus Paris mitgebracht hatte. Ein Motiv war nach Ansicht ihrer Biografin Inmaculada de la Fuente, dass die Zensur gegen ein Wörterbuch, selbst wenn es von einer „Linken“ stammte, keine Einwände erheben konnte. Moliner besaß kein eigenes Büro, sondern erarbeitete ihr Wörterbuch nach Feierabend am Esszimmertisch.

## Das Wörterbuch

### Vorgehensweise
María Moliner entwickelte ihr Wörterbuch ohne Kontakt zu professionellen Philologen, wodurch sie auf einige originelle Lösungen verfiel. Anfangs versuchte sie nur, sämtliche Bedeutungen eines Wortes zu erfassen, später fügte sie die Etymologie dieser Wörter hinzu. Darauf folgte das Wortfeld mit Wörtern ähnlicher Bedeutung. So kann man mit ihrem Wörterbuch auch zu einer Idee das passende Wort suchen. Innovativ war ihre Erfindung der „Familien“: Sie brach aus der alphabetischen Anordnung aus, indem sie sämtliche Wörter derselben Wurzel zusammen aufführte. So folgen etwa auf deseo (deutsch: Wunsch), die Wörter deseable (begehrenswert), desear (wünschen, sich wünschen), desearse (begehren) und deseoso (begierig). Eine weitere Innovation war, dass sie ch und ll jeweils wie einen Buchstaben behandelte.
Ausgangspunkt war das für die spanische Sprache maßgebliche Diccionario de la lengua española de la Real Academia Española ergänzt um zahlreiche Lemmata, die María Moliner in der Presse gefunden hatte. Moliner überprüfte sämtliche Definitionen im Wörterbuch der Akademie, schrieb sie neu und fasste sie zu „Familien“ zusammen. Ihre Absicht war nach ihren eigenen Worten: „Die Struktur der Einträge ist so kalkuliert, dass der Leser zunächst durch die Synonyme einen ersten Eindruck von der Bedeutung des Begriffs erhält, ihn mit der Definition konkretisiert und mit den Beispielen bestätigt bekommt.“ Der María Moliner enthält zugleich eine Grammatik der spanischen Sprache, wie sich bei Einträgen wie verbo (Verb) zeigt. Allein auf diesen Artikel, der im Wörterbuch 42 Seiten umfasst, verwendete Moliner die Arbeit von zwei Sommerferien.
Der María Moliner ist kein Wörterbuch der gesamten spanischen Sprache, denn Moliner schloss ausdrücklich „obszöne“ Wörter aus, ein Vorgehen, das damals international üblich war. Für die zweite Auflage erwog sie allerdings, einige solche Wörter aufzunehmen, fühlte sich jedoch nicht kompetent. Da dieses Wörterbuch von einer einzelnen Person erarbeitet worden ist, sind an ihm auch die Vorlieben ihrer Autorin abzulesen. So ist die Botanik – María Moliner war eine große Pflanzenliebhaberin – umfangreich und detailliert berücksichtigt. Auch der Eintrag pez (Fisch) ist lang geraten.

### Publikationsgeschichte
1955 schloss María Moliner mit dem Verlag Gredos einen Vertrag über die Veröffentlichung ihres Wörterbuchs ab. Ihren Hauptansprechpartner Dámaso Alonso kannte sie noch aus der Zeit vor dem Bürgerkrieg, als er Professor für Literaturwissenschaft in Valencia gewesen war. Ab 1955 stellte sie stundenweise Mitarbeiterinnen ein, die ihr zuarbeiteten. Anfang der 1960er Jahre war das Korpus des Wörterbuchs vollendet, und die langwierige Arbeit der Korrekturen – zu einer Zeit, als Bücher noch in Blei gesetzt wurden – begann. Der erste Band wurde 1966 publiziert, der zweite Band folgte ein Jahr später – María Moliner hatte fünfzehn Jahre zur Vollendung ihres Werks benötigt.
Im Spanien der Franco-Zeit stellte die Veröffentlichung ein kulturelles Ereignis dar. Die erste Auflage wurde über zehnmal nachgedruckt. Immer wieder ist die Klarheit ihrer Definitionen gerühmt worden. Obwohl der Gebrauch des Wörterbuchs mit den sich durchkreuzenden Organisationsprinzipien von alphabetischer Ordnung und zwischengeschalteten „Familien“ gewöhnungsbedürftig war, ist es zum Lieblingswörterbuch der Schriftsteller geworden. Literaturnobelpreisträger Gabriel García Márquez rühmte es als das „vollständigste, nützlichste, sorgfältigste und vergnüglichste Wörterbuch der spanischen Sprache“. Es sei mit seinen beinahe 3000 Seiten und drei Kilo mehr als doppelt so lang wie das Wörterbuch der Königlichen Akademie und seiner Meinung nach mehr als doppelt so gut. Tatsächlich vermeidet der María Moliner – anders als das Wörterbuch der Akademie – weitgehend zirkuläre Definitionen und Tautologien.

### Reaktion der Königlichen Akademie
María Moliner versuchte den absehbaren Konflikt mit der Königlichen Akademie, die in Spanien für die Pflege der spanischen Sprache zuständig ist, abzuschwächen, indem sie betonte, dass sie ein Wörterbuch des Gebrauchs der spanischen Sprache geschaffen habe, wie der eigentliche Titel besagt: Diccionario de uso del español. Der immense Erfolg ihres Wörterbuchs forderte trotzdem die Akademie heraus. Drei Akademie-Mitglieder – Pedro Laín, Rafael Lapesa und der Herzog von Torre – schlugen sie 1972 für einen Sitz in der Institution vor. Es wäre das erste Mal gewesen, dass eine Frau in die Königliche Akademie gewählt worden wäre. Tatsächlich entschieden sich die Akademiker für den Linguisten Emilio Alarcos Llorach. Zu den Mitgliedern, die María Moliner ablehnten, zählte der spätere Literaturnobelpreisträger Camilo José Cela. Die Ablehnung machte ihren Namen in der spanischen Öffentlichkeit erst recht bekannt. Als 1978 zum ersten Mal eine Frau – die Dichterin Carmen Conde – in die Akademie gewählt wurde, meinte sie, ihr Platz gebühre tatsächlich María Moliner.

## Lebensende und Fortsetzung des Wörterbuchs
1961 war ihr Mann in Ruhestand gegangen; María Moliner arbeitete weiterhin in ihrem Brotberuf als Bibliothekarin und ging 1970 regulär in Rente. Sie hat sich nie als Feministin bekannt. Mit ihrem Mann führte sie – zu einer Zeit, als in Spanien Frauen den juristischen Status von Minderjährigen hatten – eine gleichberechtigte Ehe. Anfang der 1970er Jahre verlor ihr Mann sein Sehvermögen, sodass er auf ihre Hilfe angewiesen war. Trotzdem nahm sie die Revisionen für eine zweite Auflage in Angriff. 1974 starb ihr Mann, und bei María Moliner zeigten sich erste Anzeichen einer Alzheimer-Krankheit, die schließlich so stark wurde, dass sie ihre eigenen Kinder nicht mehr erkannte. Sie starb am 21. Januar 1981 in ihrem Haus in Madrid.
Ihr jüngster Sohn Pedro übernahm die Vorbereitung der zweiten Auflage, verschied allerdings seinerseits 1985 an Krebs. Danach übernahm dessen Frau Annie Jarraud, die von der Ausbildung her Linguistin war, die Aufgabe. Der älteste Sohn Fernando versuchte dagegen, das Erscheinen der zweiten Auflage, die er als Schändung des Andenkens seiner Mutter empfand, zu verhindern. Die zweite Auflage des María Moliner – um etwa zehn Prozent angewachsen und gründlich revidiert – konnte schließlich 1998 erscheinen. Die dritte Auflage von 2007 – vor allem um zahlreiche Amerikanismen ergänzt – wurde von Joaquín Dacosta erarbeitet. Sie ist auch auf CD-ROM erschienen, die unter anderem die Möglichkeit bietet, die Lemmata invers anzuzeigen, das Wörterbuch also als Reimwörterbuch zu nutzen.